# 1er bataillon parachutiste de choc
Il 1er bataillon parachutiste de choc è stata un'unità di élite dell'esercito francese creata in Algeria nel 1943 per intervenire a favore dei combattenti della Resistenza in contesti particolarmente difficili.

## Storia
L'unità militare nacque nel maggio del 1943 e venne poi riorganizzata ed impiegata anche nella Guerra d'Indocina e nella Guerra d'Algeria fino allo scioglimento avvenuto nel 1963.